# 青面金剛
青面金剛（しょうめんこんごう）是佛教禮敬地藥叉神。也稱作青面金剛明王。擁有退散病魔的神力。其形象記載於佛說陀羅尼集經第九卷，佛教青面金剛信仰在日本與民間信仰的庚申信仰結合，作為庚申講的本尊。

## 形象
其形象根據『陀羅尼集經・第九』，以
三眼、憤怒相、身色青、四臂、手持三叉戟、棒、法輪、羂索（綱）。足踏二邪鬼、兩脇有二童子和四鬼神相伴
的姿態顯現，但是，也有二・六・八臂，手持法輪・弓・矢・剣・錫杖・人的憤怒相，類似密教的明王像，特別是軍荼利明王。
日本各地有許多石造的庚申塔，大多是三猿像和青面金剛像。木造以奈良・東大寺的木造青面金剛立像最著名。

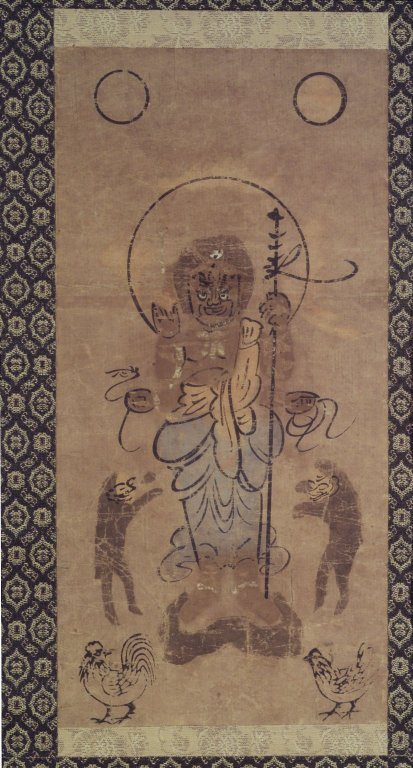
江戸時代的掛軸畫。中央是青面金剛，加上日月、二猿二雞。
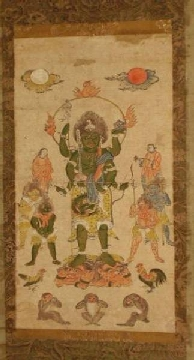
青面金剛加上日月、二童子、四鬼神、二雞、三猿。
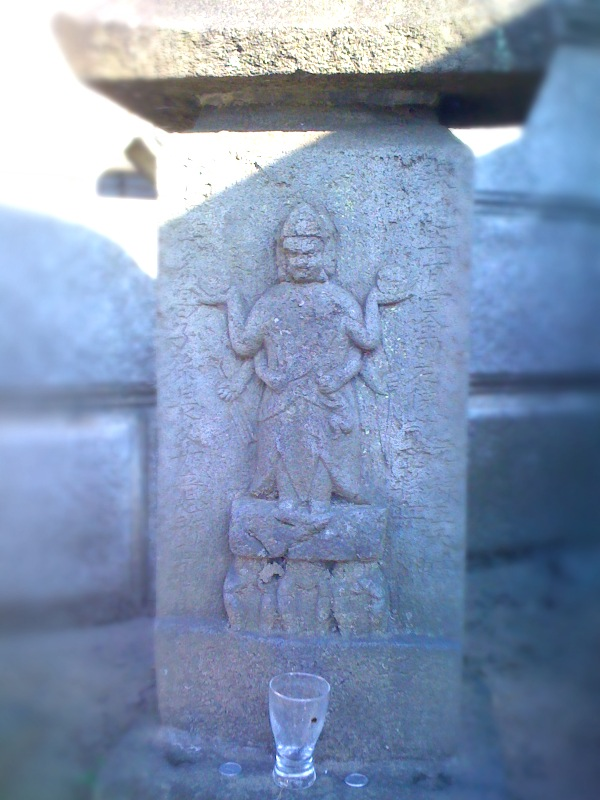
青面金剛的庚申塔。千葉縣習志野市。
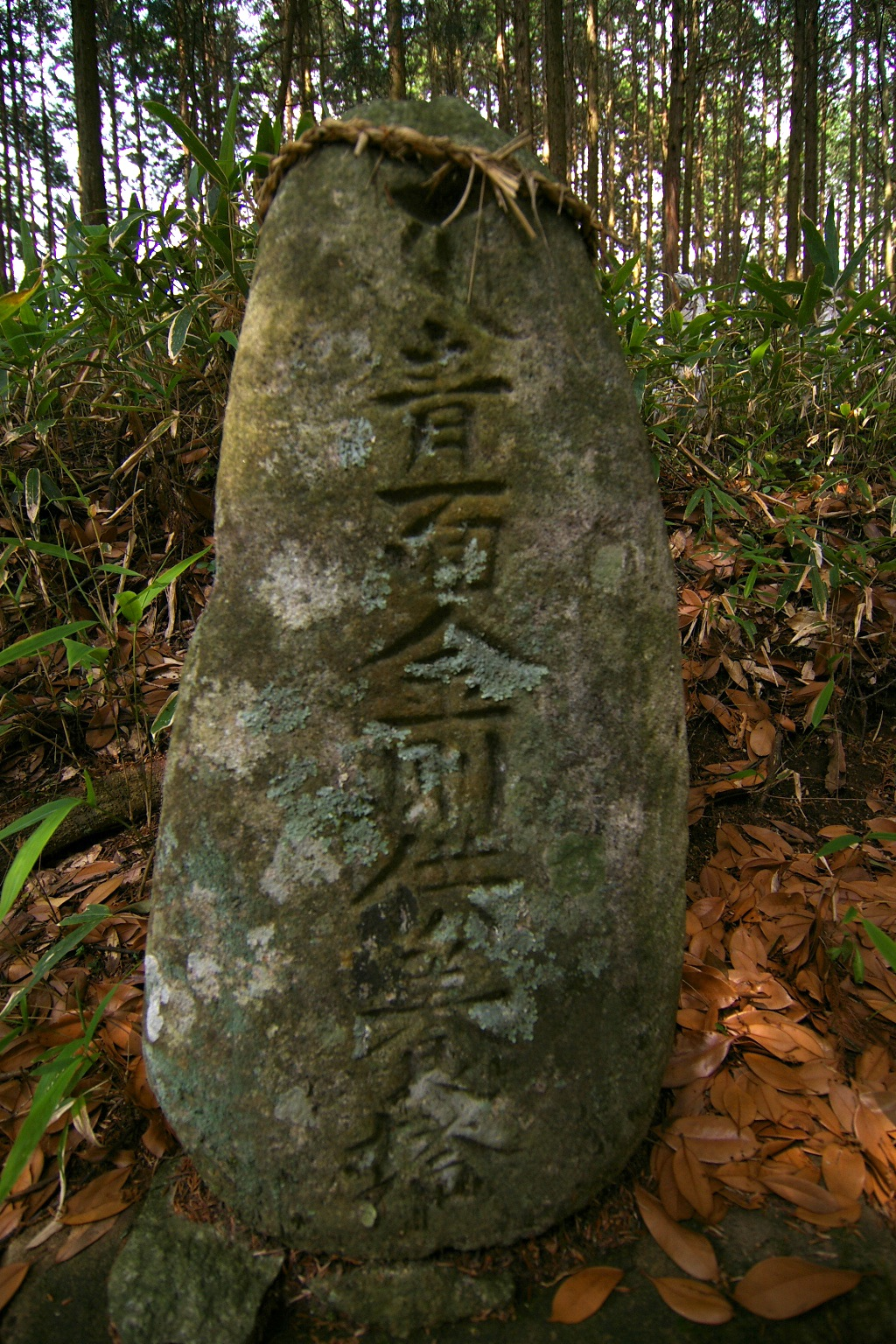
青面金剛供養塔
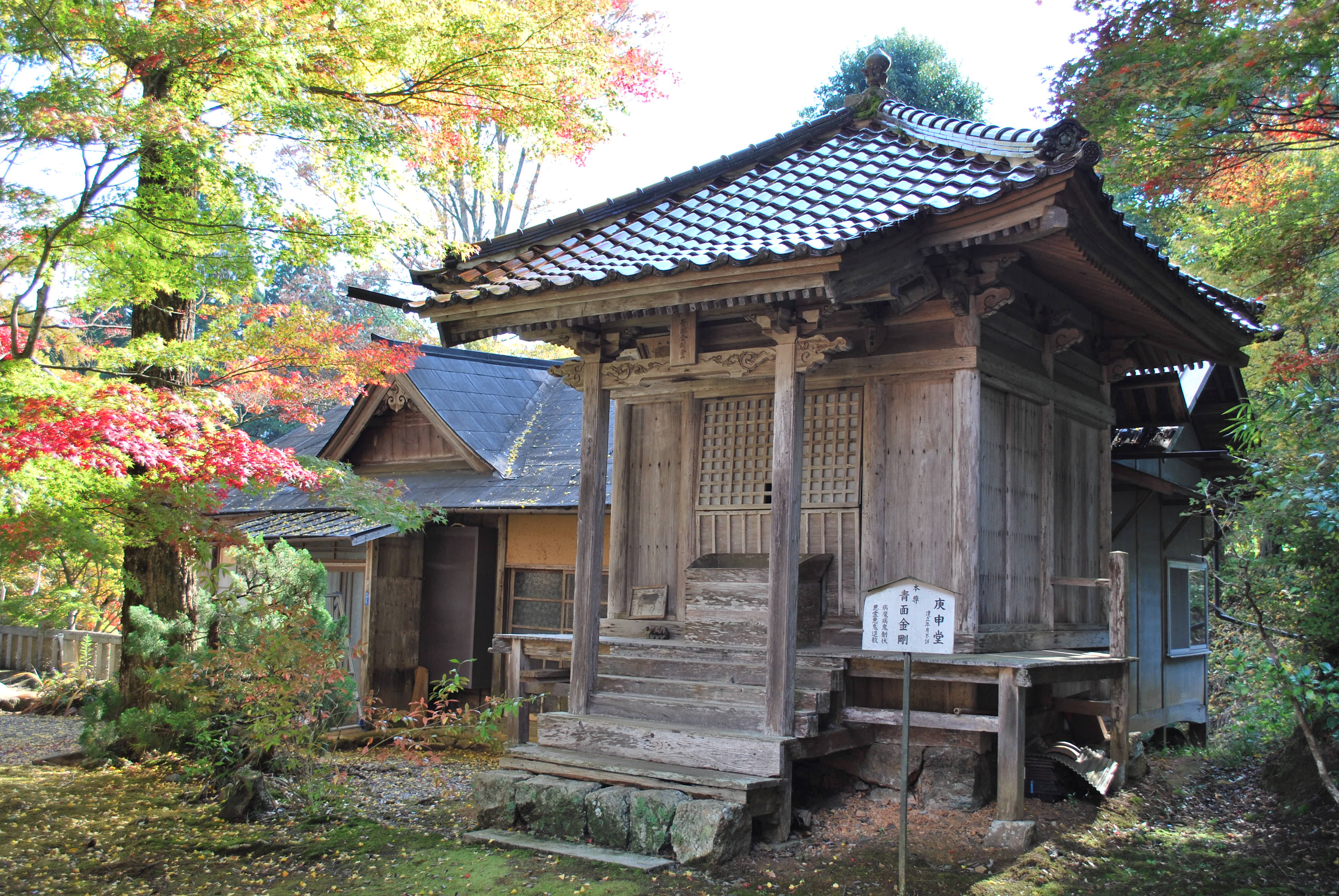
祭祀青面金剛的庚申堂。岡山縣・木山寺。

## 關連項目
- 庚申信仰
- 三猿